# Cabañes de Esgueva
Cabañes de Esgueva est une commune d'Espagne dans la communauté autonome de Castille-et-León, province de Burgos. Elle s'étend sur 26,567 km2 et comptait environ 210 habitants en 2011.